# 1789 au Nouveau-Brunswick
Chronologie du Nouveau-Brunswick
- 1785
- 1786
- 1787
- 1788
- 1789
- 1790
- 1791
- 1792
- 1793

Cette page concerne des événements d'actualité qui se sont produits durant l'année 1789 dans la province canadienne du Nouveau-Brunswick.

## Naissances
- 29 novembre : William Dollard, premier évêque de Saint-Jean.